# Aulacorhynchus
Aulacorhynchus é um género de ave piciforme da família Ramphastidae, que compreende os tucaninhos.
Este género contém as seguintes espécies:
- Tucaninho-da-serra-madre-do-sul (Aulacorhynchus wagleri)
- Tucaninho-esmeralda (Aulacorhynchus prasinus)
- Tucaninho-da-garganta-azul (Aulacorhynchus caeruleogularis)
- Tucaninho-de-garganta-branca (Aulacorhynchus albivitta)
- Tucaninho-de-nariz-amarelo (Aulacorhynchus atrogularis)
- Tucaninho-dos-tepuis (Aulacorhynchus whitelianus)
- Tucaninho-de-bico-sulcado (Aulacorhynchus sulcatus)
- Tucaninho-verde, ou Tucaninho-das-pontas-castanhas (Aulacorhynchus derbianus)
- Tucaninho-de-rabadilha-vermelha (Aulacorhynchus haematopygus)
- Tucaninho-de-huallaga (Aulacorhynchus huallagae)
- Tucaninho-de-cinta-azul (Aulacorhynchus coeruleicinctis)